# Baulny-Charpentry
Baulny-Charpentry is een voormalige gemeente in het Franse departement Meuse in de toenmalige regio Lotharingen. De gemeente werd in 1973 gevormd door de fusie van de gemeenten Baulny en Charpentry en maakte deel uit van het arrondissement Verdun en van het kanton Varennes-en-Argonne. In 1986 werd de fusie ongedaan gemaakt en werden de voormalige gemeenten weer hersteld.